# デヴォアティーヌ
デヴォアティーヌ (Dewoitine) は、かつてフランスに存在した航空機メーカーである。名称の日本語表記については"ドヴォアティーヌ"、"ドボワチーヌ"、"ドボワチン"、"デボワチン"などの様々な表記揺れがある。
1920年10月にフランス人航空機技術者のエミール・デヴォアティーヌ (Émile Dewoitine) が自身の開発した航空機を製造する会社として"エミール・デヴォアティーヌ航空機製造" (Constructions Aéronautiques Émile Dewoitine) を設立したのが始まりである。初期の製造機種はフランス空軍からはあまり興味を持たれず、イタリア・スイス・チェコスロバキア等への輸出が多かった。この会社は1927年に一旦清算され、スイス空軍が導入したD.27の製造はスイスの国営軍需企業であるEKWに移管された。
エミール・デヴォアティーヌは1931年に再び自身の航空機製造会社として"アヴィオンズ・デヴォアティーヌ / フランス航空機会社" (Société Aéronautique Française (Avions Dewoitine),SAF) を設立した。D.27の生産が終了した後、工場の生産ラインは改修され、フランス空軍向けのD.500の量産が行われた。また、民間向けの旅客機としてD.332/333、D.338も製造した。
1936年になるとフランス政府の航空機製造メーカーの国営化プログラムに伴い、デヴォアティーヌはSNCAM (Société nationale des constructions aéronautiques du Midi：南部航空機製造公社) となった。この時、他の国営公社は複数の民間航空機メーカーが統合されていたのに対し、SNCAMになったのはデヴォアティーヌのみであったため、この後SNCAMでの開発機種にもデヴォアティーヌのブランド名は引き続き使われている。
1938年に初飛行したデヴォアティーヌ D.520は第二次世界大戦時のフランスの戦闘機としては最良のものと言われ、SNCAMではこの機種の量産が主に進められた。
1941年にはSNCAMは、同じく1936年の国営公社化により設立されたSNCASE(Société Nationale de Constructions Aéronautiques du Sud Est：南東航空機製造公社、シュド・エスト) に吸収され、デヴォワティーヌのブランド名も、これ以降の新規開発機種については使用されることが無くなった。ただ、D.520の生産はSNCASE時代にも継続して行われている。

## 機種
- D.1（英語版） - 1922年に初飛行。単座パラソル翼戦闘機。各タイプ、発展型を含めると合わせて約500機製造 (D.1としては200機程度)。ユーゴスラビア軍が79機導入したほか、イタリアのアンサルド社で"AC.2"として112機のライセンス生産も行われた。フランス空軍では採用されなかったが、海軍は30機導入しこのうち15機は艦載機として使用した。日本軍も1機購入した。
- D.7（英語版） - 1924年に初飛行。単座スポーツ機。5-10機程度製造された。日本軍が1機購入している。
- D.9（英語版） - 1924年に初飛行。D.1（英語版）の発展型の単座パラソル翼戦闘機。イタリアのアンサルド社で"AC.3"として150機がライセンス生産され、イタリア空軍で運用された。
- D.14（英語版） - 1925年に初飛行。6座席の単発旅客機。1機のみ試作。
- D.15（英語版） - 1925年に初飛行。単座パラソル翼戦闘機。5機のみ製造。
- D.21 - 1925年に初飛行。D.1（英語版）の発展型の単座パラソル翼戦闘機。スイス、チェコスロバキア、アルゼンチンでもライセンス生産された量産機種。
- D.25（英語版） - 1926年に初飛行。複座パラソル翼戦闘機。5機のみ製造。アルゼンチン空軍で使用された。
- D.26（英語版） - 1929年に初飛行。パラソル翼練習機。12機製造。スイスのEKWで組み立てられ、D.27と共にスイス空軍で運用された。
- D.27（英語版） - 1928年に初飛行。パラソル翼戦闘機。スイスのEKWで組み立てられ、66機がスイス空軍で運用された他、ユーゴスラビアやルーマニアでのライセンス生産も行われた。
- D.30（英語版） - 1931年に初飛行。10座席の単発旅客機。2機のみ製造。
- D.33（英語版） - 1930年に初飛行。単発旅客機。D.332/D.333/D.338のベースとなった。
  - D.332/D.333（英語版） - 1933年に初飛行。8座席の3発旅客機。4機製造。
  - D.338 - 1935年に初飛行。22座席の3発旅客機。30機製造。
- D.35（英語版） - 1931年に初飛行。4座席の小型単発旅客機。1機のみ製造。
- D.37- 1932年に初飛行。単座パラソル翼戦闘機。フランス空軍向けのD.371や海軍向けのD.373が生産された。
- D.430（英語版） - 1932年に初飛行。フランス植民地の警察向けに設計された。1機のみ試作。
- D.480（英語版） - 1932年に初飛行。並列複座の練習機/スポーツ機。2機のみ試作。
- D.500 - 1932年に初飛行。単座戦闘機。381機製造され、日本軍もテスト用に購入した。
- D.513（英語版）- 1936年に初飛行。単座戦闘機。2機のみ試作。
- D.520 - 1938年に初飛行。単座戦闘機。SNCASEでの製造分と併せ、437機製造された。
- D.560（英語版）- 1932年に初飛行。単座戦闘機。1機のみ試作。
- D.770（英語版） - 1939年に初飛行。双発攻撃機。2機のみ試作。
- D.750（英語版） - 1940年に初飛行。双発雷撃機。1機のみ試作。
- HD.730（英語版） - 1940年に初飛行。水上偵察機。3機のみ試作。